# 國立嘉義大學生命科學院
國立嘉義大學生命科學院，簡稱嘉大生科院，是位於國立嘉義大學蘭潭校本部的學院，前身為國立嘉義農業專科學校，2000年，國立嘉義大學成立時，設立生命科學院。

## 學院簡史

### 併校以前
1919年，「臺灣總督府嘉義農林學校」於嘉義廳山仔頂（嘉義公園旁、今「嘉義高商」現址）創校，1921年，隨著行政區劃為臺南州嘉義街（後改制為臺南州嘉義市，今嘉義市）易名「臺南州立嘉義農林學校」。1938年7月，由山仔頂遷校至嘉義市民生南路，現「新民校區」（原「民生校區」）。
1945年，中華民國接管臺灣後，10月25日改為「臺灣省立嘉義農業職業學校」。1948年增設農產製造科，1951年7月，改為「臺灣省立嘉義高級農業職業學校」。1954年8月1日，被選為示範農校，易名為「臺灣省立嘉義示範高級農業職業學校」，成立蘭潭分部。1965年7月1日，改制升格為「臺灣省立嘉義農業專科學校」，設有農產加工科，招收國中畢業生，在校修業5年。1975年8月，農產加工科易名為食品加工科。
1981年7月1日，改隸中央，易校名為「國立嘉義農業專科學校」。1985年1月，遷校至「蘭潭校區」現址。1987年8月1日，增設植物保護科。1989年8月1日，增設水產養殖科。食品加工科易名為食品工業科。1997年7月1日，改制升格為「國立嘉義技術學院」，設有食品科學技術系、植物保護技術系、水產養殖技術系等，招收大學部學生。

### 併校以後
2000年2月1日，與國立嘉義師範學院合併成「國立嘉義大學」，設立生命科學院。
2000年8月，生命科學院各學系食品科學系暨研究所、水產生物學系、生物資源學系(含原有植物保護系)、生物科技研究所、分子與生物化學系正式招生。
2001年8月，增設應用微生物學系。
2003年4月23日，中草藥研發中心成立。時任副總統呂秀蓮蒞校指導，與時任校長楊國賜為「中草藥研發中心」主持揭牌典禮並以「從生命科技談生命價值」為題發表專題演說。
2003年8月，生物資源學系增設碩士班、食品科學系增設進修學士班、生物資源學系增設進修學士班。
2005年3月，生命科學院英文略稱由" College of Life Science " 改為" College of Lifesciences"；「水產生物學系」更名為「水生生物科學系」。
2005年6月14日，校級「中草藥研發中心」改為院級並更名「國立嘉義大學生命科學院中草藥暨微生物利用研發中心」。
2006年8月1日，「應用微生物學系」更名「微生物與免疫學系」，增設碩士班。
2007年8月，生物資源學系增設碩士班、食品科學系增設進修學士班、生物資源學系增設進修學士班。
2007年8月10日，生化科技學系搬遷至綜合教學大樓5樓；微生物與免疫學系搬遷至6樓，檢驗中心及院辦公室位於7樓。
2009年2月10日，本院院級「國立嘉義大學生命科學院中草藥暨微生物利用研發中心」改為系級並更名「國立嘉義大學生命科學院微生物與免疫學系中草藥暨微生物利用研發中心」。
2010年6月30日，生命科學院生技健康館舉行落成啟用典禮。
2010年8月1日，「分子與生物化學系」更名「生化科技學系」，「生物藥學研究所」更名「生物醫藥科學研究所」，微生物與免疫學系與生物醫藥科學研究所合併，更名為「微生物免疫與生物藥學系」。
2015年3月1日，檢驗分析及技術推廣服務中心由綜合教學大樓7樓，遷移至生技健康館。
2016年8月1日，成立「生命科學全英文碩士學位學程」，並於105學年度開始招生。

## 歷任院長
1. 楊玲玲 教授：2000年2月1日
2. 邱義源 教授：2004年8月1日
3. 黃承輝 教授：2010年8月1日
4. 朱紀實 教授：2013年8月1日
5. 吳思敬 教授：2018年8月1日 （代理）
6. 陳瑞祥 教授：2019年2月1日
7. 賴弘智 教授：2022年8月1日（現任）

## 旗下系所

### 食品科學系暨研究所
嘉大食品，成立於1948年，前身為嘉義農校農產製造科，以教授食品化學、食品微生物、營養學、食品工程、食品單元操作等課程為主，設有大學部學士班及研究所碩士班。

### 水生生物科學系暨研究所
嘉大水生，原稱「水產生物學系」，成立於1989年，前身為嘉義農專水產養殖科，以傳授水產相關各領域之課程為主，設有大學部學士班及研究所碩士班。

### 生物資源學系暨研究所
嘉大生資，成立於1987年，前身為嘉義農專植物保護科，以傳授野生生物生態與生物多樣性研究等相關課程為主，設有大學部學士班及研究所碩士班。

### 生化科技學系暨研究所
嘉大生化，成立於2006年，係由「分子與生物化學系」（2000年設立）及「生物科技研究所」（2000年設立）整合成立，以傳授生物化學、分子生物學、細胞生物學之基礎專業課程為主，設有大學部學士班及研究所碩士班。

### 微生物免疫與生物藥學系暨研究所
嘉大微生物，成立於2010年，係由「分子與生物化學系」（2001年設立，原稱「應用微生物學系」）及「生物醫藥科學研究所」（2002年設立，原稱「生物藥學研究所」）整合成立，以傳授生物學、有機化學、生物化學、細胞生物學、進階微生物、分子生物學、天然活性物質、免疫學、藥物化學、疾病與免疫、藥理學等相關課程為主，設有大學部學士班及研究所碩士班。

### 生命科學全英文碩士學位學程
成立於2016年，以全英文授課，為研究生命科學相關領域之課程，修畢學分授予碩士學位。

## 附屬單位

### 檢驗分析及技術推廣服務中心
成立於2005年，為推動檢驗分析服務、技術指導與服務、品管制度建立、新產品開發研發、委託訓練之工作及內容。

## 國際交流學院
| 日本 - 東京農業大學生物產業學院 - 香川大學農學院 - 富山大學和漢醫藥總和研究所 - 鹿兒島大學生物產業學院 - 岩手大學 泰國 - 泰國農業大學獸醫科技學院 - 孔敬大學 - 清邁大學 - Naresuan University | 印度尼西亞 - 泗水阿里蘭卡大學 - 日惹大學 印度 - Dr. D. Y. Patil 藥學與藥物研究學院 |

## 外部連結
- 國立嘉義大學生命科學院（页面存档备份，存于） （繁體中文）（英文）
- 國立嘉義大學（页面存档备份，存于） （繁體中文）（英文）
- 國立嘉義大學生命科學院教師研究成果目錄彙編(2000.1-2006.12)